# Джеймс, Дэниел
Дэниел Оуэн Джеймс (англ. Daniel Owen James, английское произношение: [ˈdænjəl ˈəʊən dʒeɪmz]; родился 10 ноября 1997, Кингстон-апон-Халл, Англия) — валлийский футболист, вингер клуба «Лидс Юнайтед» и национальной сборной Уэльса.

## Клубная карьера
Начал футбольную карьеру в академии клуба «Халл Сити». В 2014 году стал игроком «Суонси Сити». Компенсация «Халлу» составила 72 000 фунтов единовременно и по 25 000 фунтов за каждые десять матчей, которые Джеймс проведёт в основе «Суонси».
30 июня 2017 года Джеймс отправился в аренду в клуб Лиги 1 «Шрусбери Таун», изначально рассчитанную на полный сезон, однако уже 31 августа 2017 года он вернулся в «Суонси», так как не смог пробиться в основной состав.
6 февраля 2018 года Джеймс дебютировал в основном составе «Суонси Сити», выйдя на замену в матче четвёртого раунда Кубка Англии против «Ноттс Каунти» и забив гол.
17 августа 2018 года Джеймс дебютировал в Чемпионшипе в матче против «Бирмингем Сити». 24 ноября 2018 года забил свой первый гол в лиге в матче против «Норвич Сити».
31 января 2019 года, в последний день зимнего трансферного окна, сорвалась сделка по переходу Джеймса в «Лидс Юнайтед» за 10 млн фунтов. Джеймс уже прошёл медицинское обследование в «Лидсе», но руководство «Суонси» в последний момент отменило сделку из-за недовольства финансовыми условиями трансфера.
7 июня 2019 года «Манчестер Юнайтед» объявил о достижении «принципиального соглашения» со «Суонси Сити» о переходе Джеймса. 12 июня переход Джеймса был завершён, сумма трансфера составила 15 млн фунтов. 11 августа 2019 года дебютировал за «Манчестер Юнайтед» в матче первого тура Премьер-лиги против «Челси» на стадионе «Олд Траффорд», выйдя на замену Андреасу Перейре на 74-й минуте, а на 81-й минуте забил мяч в ворота «синих». Матч завершился победой «Юнайтед» со счётом 4:0.
31 августа 2021 года перешёл в «Лидс Юнайтед» за 25 млн фунтов.
1 сентября 2022 года на правах аренды присоединился к «Фулхэму» до конца сезона 2022/23.

## Карьера в сборной
Уроженец Йоркшира, Англия, Джеймс принял решение представлять Уэльс на уровне сборных, так как его отец родился в Абердэре. Выступал за сборные Уэльса до 17, до 19, до 20 и Уэльс (до 21 года). В 2017 году в составе сборной Уэльса до 20 лет принял участие в Тулонском турнире, забив гол в матче против Бахрейна.
20 ноября 2018 года дебютировал в составе первой сборной Уэльса в матче против Албании. 24 марта 2019 года Джеймс забил свой первый гол за сборную в матче против Словакии дальним ударом с 20 ярдов.

## Стиль игры
Джеймс обычно выступает на позиции вингера, но также может сыграть в роли атакующего полузащитника. Отличается высокой скоростью.

## Достижения
«Манчестер Юнайтед»
- Финалист Лиги Европы УЕФА: 2020/21

«Лидс Юнайтед»
- Победитель Чемпионшипа Английской футбольной лиги: 2024/25

## Статистика выступлений
Данные приведены по состоянию на 11 мая 2022 года
| Клуб                   | Сезон            | Лига | Лига | Кубок Англии | Кубок Англии | Кубок лиги | Кубок лиги | Еврокубки | Еврокубки | Прочие | Прочие | Итого | Итого |
| Клуб                   | Сезон            | Игры | Голы | Игры         | Голы         | Игры       | Голы       | Игры      | Голы      | Игры   | Голы   | Игры  | Голы  |
| ---------------------- | ---------------- | ---- | ---- | ------------ | ------------ | ---------- | ---------- | --------- | --------- | ------ | ------ | ----- | ----- |
| Суонси Сити            | 2016/17          | 0    | 0    | 0            | 0            | 0          | 0          | —         | —         | 3      | 1      | 3     | 1     |
| Суонси Сити            | 2017/18          | 0    | 0    | 1            | 1            | 0          | 0          | —         | —         | 1      | 0      | 2     | 1     |
| Суонси Сити            | 2018/19          | 33   | 4    | 4            | 1            | 1          | 0          | —         | —         | 0      | 0      | 38    | 5     |
| Суонси Сити            | Итого            | 33   | 4    | 5            | 2            | 1          | 0          | 0         | 0         | 4      | 1      | 43    | 7     |
| Шрусбери Таун (аренда) | 2017/18          | 0    | 0    | 0            | 0            | 0          | 0          | —         | —         | —      | —      | 0     | 0     |
| Шрусбери Таун (аренда) | Итого            | 0    | 0    | 0            | 0            | 0          | 0          | 0         | 0         | 0      | 0      | 0     | 0     |
| Манчестер Юнайтед      | 2019/20          | 33   | 3    | 3            | 0            | 4          | 0          | 6         | 1         | 0      | 0      | 46    | 4     |
| Манчестер Юнайтед      | 2020/21          | 15   | 3    | 1            | 0            | 1          | 0          | 9         | 2         | 0      | 0      | 26    | 5     |
| Манчестер Юнайтед      | 2021/22          | 2    | 0    | 0            | 0            | 0          | 0          | 0         | 0         | 0      | 0      | 2     | 0     |
| Манчестер Юнайтед      | Итого            | 50   | 6    | 4            | 0            | 5          | 0          | 15        | 3         | 0      | 0      | 74    | 9     |
| Лидс Юнайтед           | 2021/22          | 32   | 4    | 1            | 0            | 2          | 0          | 0         | 0         | 0      | 0      | 35    | 4     |
| Лидс Юнайтед           | Итого            | 32   | 4    | 1            | 0            | 2          | 0          | 0         | 0         | 0      | 0      | 35    | 4     |
| Всего за карьеру       | Всего за карьеру | 115  | 14   | 10           | 2            | 8          | 0          | 15        | 3         | 4      | 1      | 152   | 20    |